# Глинянка (Барский район)
Глинянка (укр. Глинянка) — село на Украине, находится в Жмеринском районе Винницкой области.
Код КОАТУУ — 0520280102. Население по переписи 2001 года составляет 245 человек. Почтовый индекс — 23014. Телефонный код — 4341.
Занимает площадь 0,6 км².
До 17 июля 2020 года находилось в Барском районе Винницкой области.

## Уроженцы
- Кухарь, Григорий Васильевич